# Irina Alexandrowna Jakuschewa
Irina Alexandrowna Jakuschewa (russisch Ирина Александровна Якушева, englisch Irina Yakusheva; * 19. Juni 1974 in Moskau, Sowjetunion) ist eine russische Badmintonspielerin. Marina Jakuschewa ist ihre Schwester.

## Karriere
Irina Alexandrowna Jakuschewa siegte bei den Czech International 1993, den Czech International 1993, den Portugal International 1993, den Portugal International 1994 und den Wimbledon Open 1994. Zweite wurde sie bei den Austrian International 1995 und den Polish International 1998, Dritte bei den Finnish International 1993 und den Czech International 1994. 1993 und 1995 nahm sie an den Badminton-Weltmeisterschaften teil. 1998 wurde sie russische Meisterin im Damendoppel.

## Referenzen
- Irina Alexandrowna Jakuschewa beim Badminton-Weltverband

| Personendaten    | Personendaten                                                                   |
| ---------------- | ------------------------------------------------------------------------------- |
| NAME             | Jakuschewa, Irina Alexandrowna                                                  |
| ALTERNATIVNAMEN  | Якушева, Ирина Александровна (russisch-kyrillisch); Yakusheva, Irina (englisch) |
| KURZBESCHREIBUNG | russische Badmintonspielerin                                                    |
| GEBURTSDATUM     | 19. Juni 1974                                                                   |
| GEBURTSORT       | Moskau, Sowjetunion                                                             |